# Donaupark

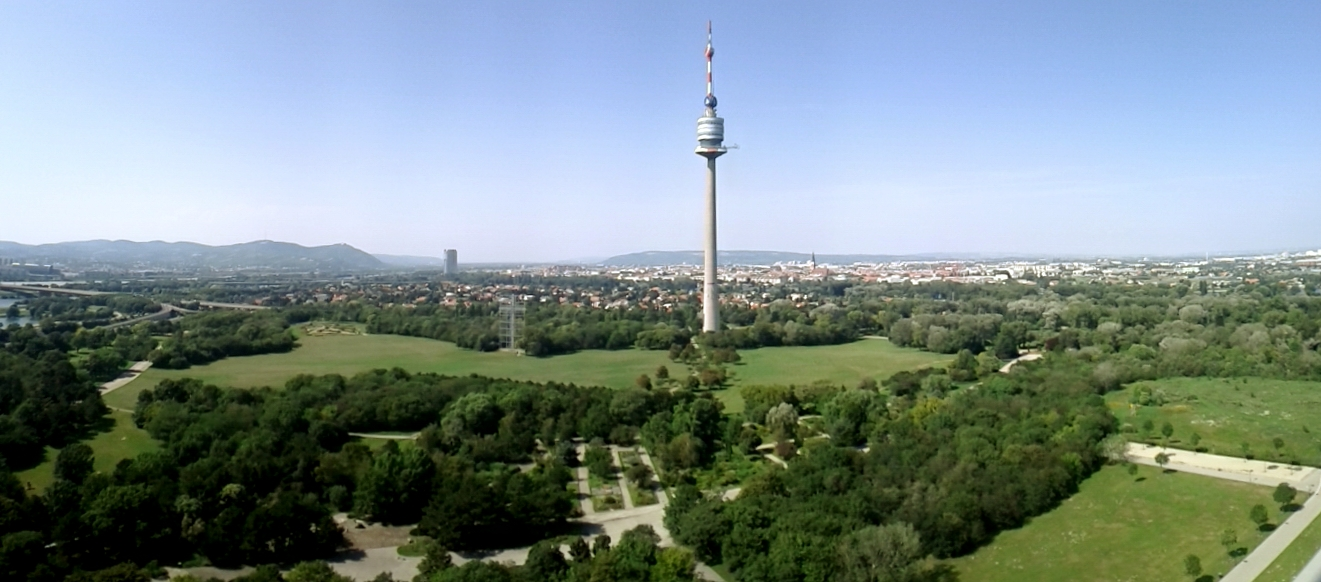
Donaupark mit Donauturm

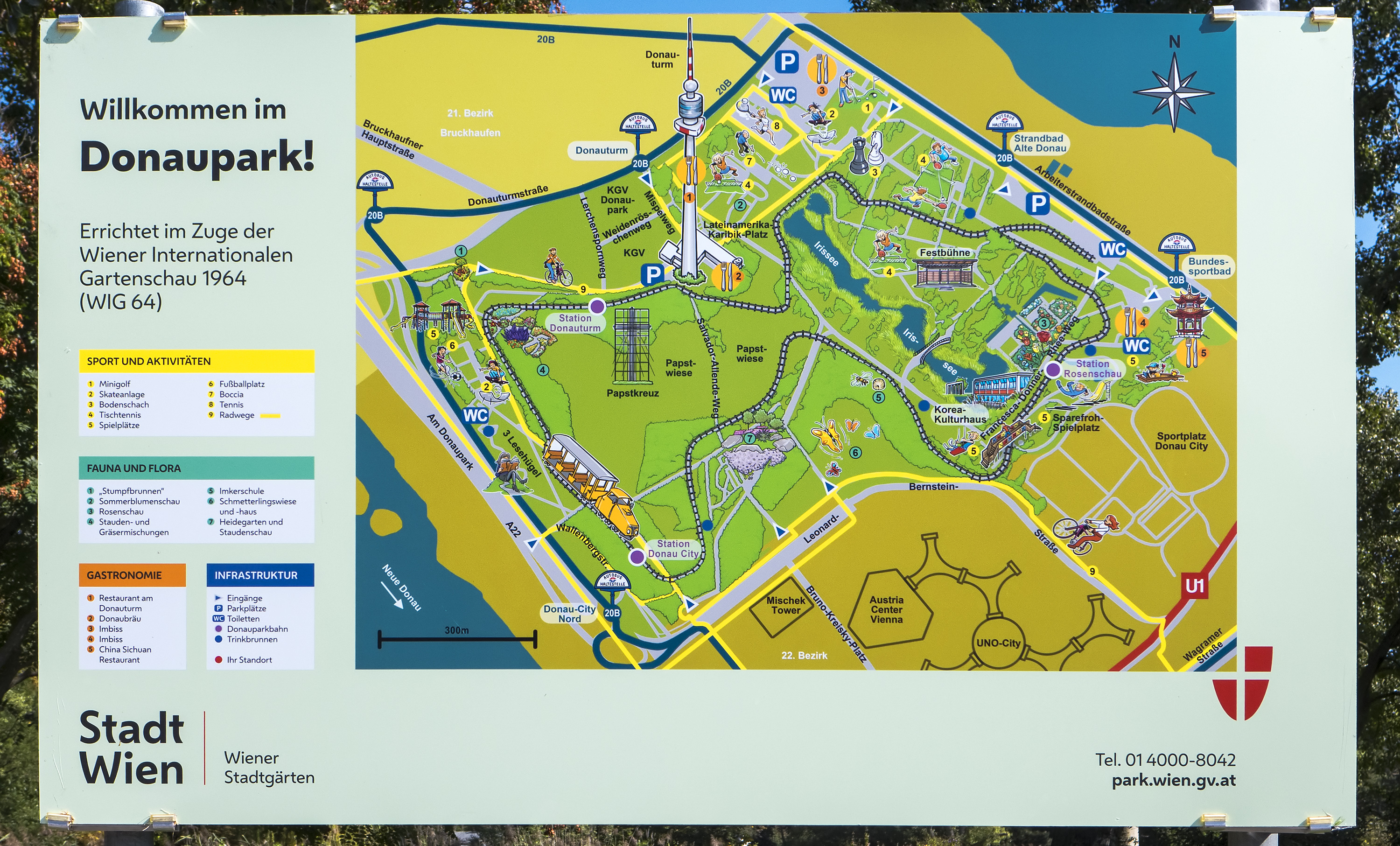
Lageplan des Donauparks

Der Donaupark ist eine rund 632.966 m² große Parkanlage im 22. Wiener Gemeindebezirk Donaustadt.

## Lage
Der Donaupark liegt verkehrsgünstig zwischen der Wagramer Straße, der Siedlung Bruckhaufen, der Arbeiterstrandbadstraße und dem Hubertusdamm. Unmittelbar an den ursprünglich bis an die Wagramer Straße heranreichenden Donaupark schließt die UNO-City mit dem Vienna International Centre und dem Austria Center Vienna an, südlicher davon die Donau City und daran mit der Donauinsel zur Neuen Donau abschließend die frühere Copa Cagrana, seit 2018 als Copa Beach beworben. Im Norden findet der Donaupark mit den Strandbädern entlang der Oberen Alten Donau seine Begrenzung.

## Geschichte

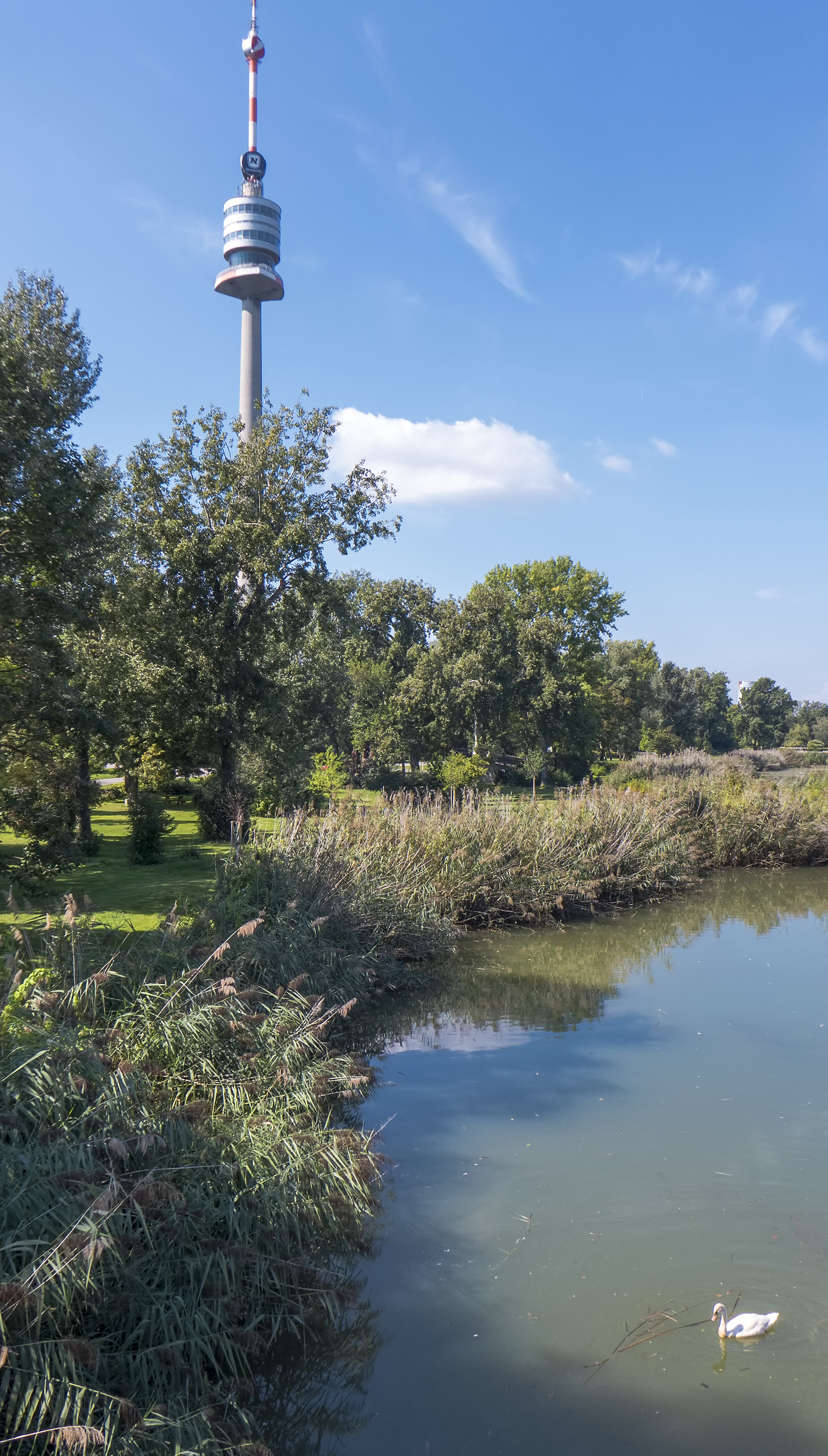
Irissee

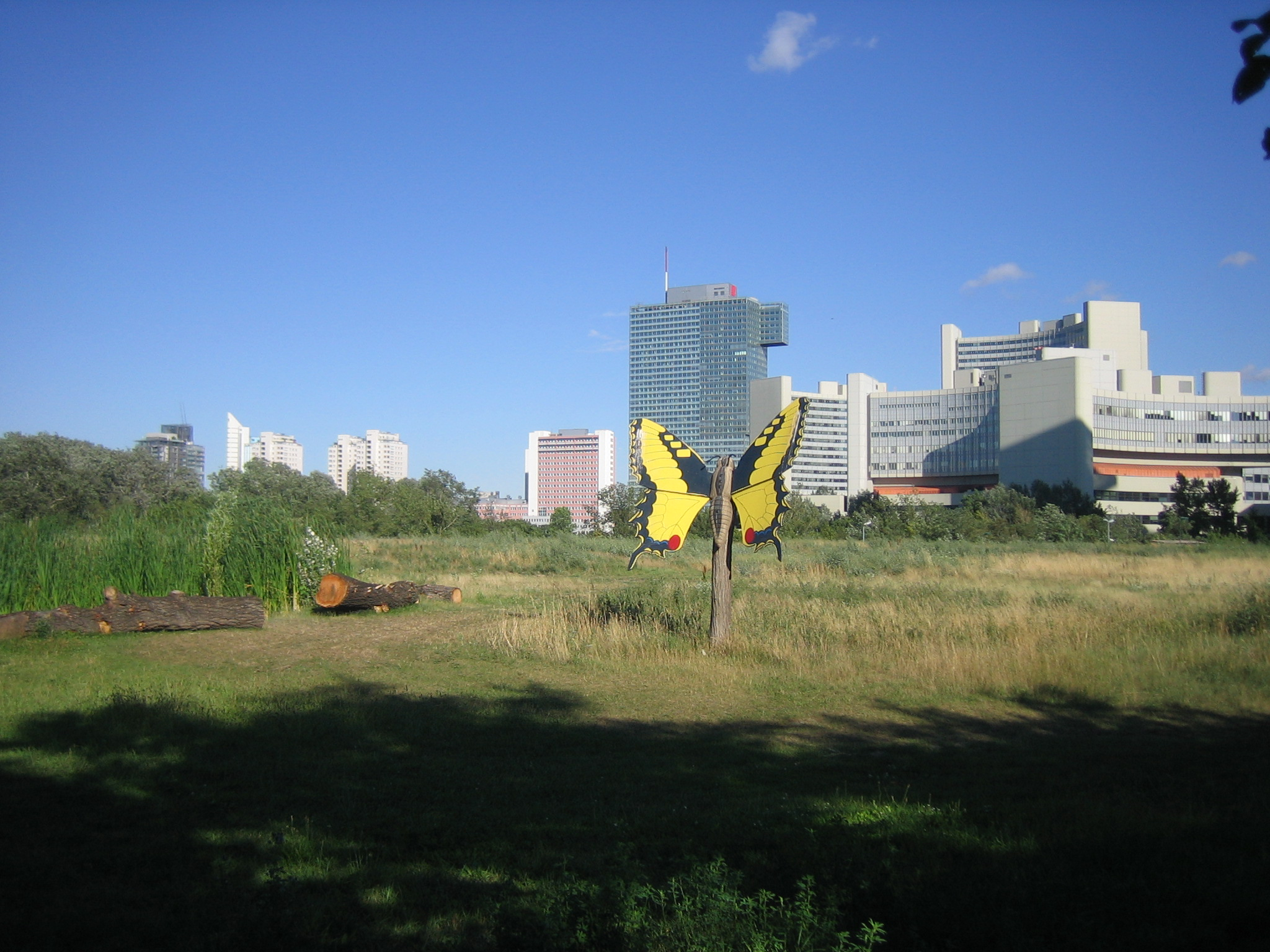
Schmetterlingswiese, im Hintergrund die „UNO-City“

### Schießplatz
Zwischen 1871 und 1945 bestand hier der Schießplatz Kagran für Schießübungen des Militärs; er nahm einen großen Bereich des heutigen Donauparks ein. Während der NS-Zeit wurde er auch für zahlreiche Hinrichtungen benutzt. Im Norden, unweit des China-Restaurants, befindet sich eine Gedenktafel an die Ermordeten, welche am 5. November 1984 enthüllt wurde. Jedes Jahr findet um den 27. Oktober eine Gedenkveranstaltung statt.

### Mülldeponie
Von 1880 bis 1964 wurden weite Teile des Gebietes des heutigen Donauparks als Mülldeponie genutzt. Zuerst lagerte das Gaswerk Zwischenbrücken Koks auf dem Bruckhaufen. Ab 1892 lagerten auch private Transportgesellschaften Müll auf dem Gelände ab. Sogenannte Banlstierer und Koksstierer durchsuchten ihn nach wiederverwertbaren Abfällen. 1923 wurde die Müllentsorgung von der Stadtverwaltung neu organisiert. An einer Rampe wurde der Müll auf die Müllbahn Bruckhaufen umgeladen, die ihn über ein als Rundkurs ausgeführte Strecke auf dem Bruckhaufen verteilte. Die Müllverwertung wurde nach dem Abladen von eigenen Pächtern vorgenommen, bevor der Müll von Straßenwalzen verdichtet wurde. 
Die Deponie kam wiederholt an die Grenzen ihrer Kapazität und musste vergrößert werden. Im April 1958 informierte Bürgermeister Franz Jonas die Bevölkerung, dass die Stadt von Mülldeponierung auf Müllverbrennung umsteigen werde. 1962 wurde die Müllverbrennungsanlage Flötzersteig eingeweiht, dennoch wurde noch bis 1964 auf dem Bruckhaufen Müll deponiert.

### Bretteldorf
Daneben bestanden noch die im frühen 20. Jahrhundert illegal auf Pachtflächen für Schrebergärten errichteten Siedlungen Bruckhaufen und Bretteldorf. Das ehemalige Augebiet, in dem teilweise Sande abgebaut wurden, lag bis zu acht Meter tiefer als das umliegende Gelände und wurde bei Hochwasser regelmäßig durch den ansteigenden Grundwasserspiegel überflutet. Die trotz Bauverbots dort errichteten, anfangs einfachen Hütten wurden allmählich durch robustere Behausungen ersetzt. Für die im Ersten Weltkrieg stark anwachsende Siedlung wurde 1917 eine Kapelle an der Wagramer Straße gebaut, die im Volksmund wegen der am Bau beteiligten russischen Kriegsgefangenen „Russenkircherl“ genannt wurde. 1925 forderte eine Kommission mehrerer Magistratsabteilungen einen Baustopp und Abriss unfertiger Gebäude im Gegenzug für eine infrastrukturelle Aufwertung der Siedlung. Dem widersetzten sich die Siedler, die sich als Teil der Siedlerbewegung verstanden, in der Presse wurde ausführlich über den „Bretteldorfer Krieg“ berichtet. Schließlich widerrief die Stadt die Abrissforderung. Durch eine Änderung im Flächenwidmungsplan wurde 1929 die Siedlung Bruckhaufen legalisiert, nicht aber das Bretteldorf. 1935 kaufte die Gemeinde Wien das Gelände, auf dem sich die Siedlung befand, vom Stift Klosterneuburg. Zu diesem Zeitpunkt lebten dort in 374 Gebäuden etwa 1000 Menschen. Da die Mülldeponie auf der Höhe des heutigen Donauturms voll war, wurden 1937 etwa 100 Siedlerfamilien abgesiedelt, um Platz für neue Müllablagerungen zu schaffen. Um 1950 kam es zu einer weiteren Ausdehnung der Deponie und entsprechenden Aufkündigungen von Pachtverträgen. Bis 1963 wurden auch die letzten Siedlerfamilien abgesiedelt.

### Errichtung des Parks
Das Gelände bot sich nach Sanierung als Naherholungsgebiet an, da es in nur 4 km Luftlinie vom Stadtzentrum und nahe der Hauptverkehrsachse an der Reichsbrücke liegt. Die Stadt Wien beschloss in Verbindung mit einer Internationalen Gartenschau die Errichtung der Parkanlage. Mit der Gesamtplanung wurde der damalige Stadtgartendirektor Alfred Auer beauftragt.
Am 16. April 1964 wurde der Donaupark gemeinsam mit dem Donauturm anlässlich der Wiener Internationalen Gartenschau (WIG 64) eröffnet. Auch die Donauparkhalle wurde errichtet. Ein bis in die 1980er Jahre betriebener Sessellift und eine Schmalspurbahn dienten damals der Beförderung der Ausstellungsbesucher. Außerdem wurde eine Seebühne geschaffen und es gab ein eigenes Kino. Die Hochbauten, insbesondere das Seerestaurant (heutiges Korea Kulturhaus Wien) wurden von Kurt Schlauss geplant.
Das Areal wurde auch als WIG-Gelände und später alte WIG (im Unterschied zur WIG 74 im Kurpark Oberlaa) bezeichnet. Heute sind nur mehr vereinzelt Reste der aufwändigen Parkmöblierung der 1960er Jahre zu sehen.
1983 feierte Papst Johannes Paul II. anlässlich des Katholikentages auf einem nahe dem Donauturm gelegenen, rund 20 ha großen, später Papstwiese genannten Teil des Donauparks eine heilige Messe, an der rund 300.000 Gläubige teilnahmen. Zu diesem Zweck wurde das sogenannte Papstkreuz errichtet, das als Provisorium bestehen blieb und 2011 saniert wurde.
Die nur oberflächlich vorgenommene Sanierung der ehemaligen Deponie führte bereits während der Gartenschau zu Problemen: An einigen Stellen trat Deponiegas aus, manche Brunnen waren kontaminiert und mussten stillgelegt werden. 1990 wurde das Areal Donaupark-Bruckhaufen als Altlast der Priorität 2 (mittlere Dringlichkeit) eingestuft. Im Zuge der Errichtung der Donau City wurde auch die dringend notwendige neuerliche Sanierung der Bereiche der ehemaligen Mülldeponie vorgenommen. Ein 1993 errichtetes System von Sperrbrunnen verhindert, dass verschmutztes Grundwasser in die Alte Donau einsickern kann.
1993 wurde der von einem Altbestand an Silber-Pappeln gesäumte Irissee renaturiert. Durch ihn fließt nun das geförderte und mit Sauerstoff angereicherte Grundwasser. Binsen, Seggen, Rohrkolben, Schwanenblume und andere Gewächse bilden eine Art biologische Kläranlage. Das geklärte Wasser wird schließlich in die Donau geleitet.

## Infrastruktur

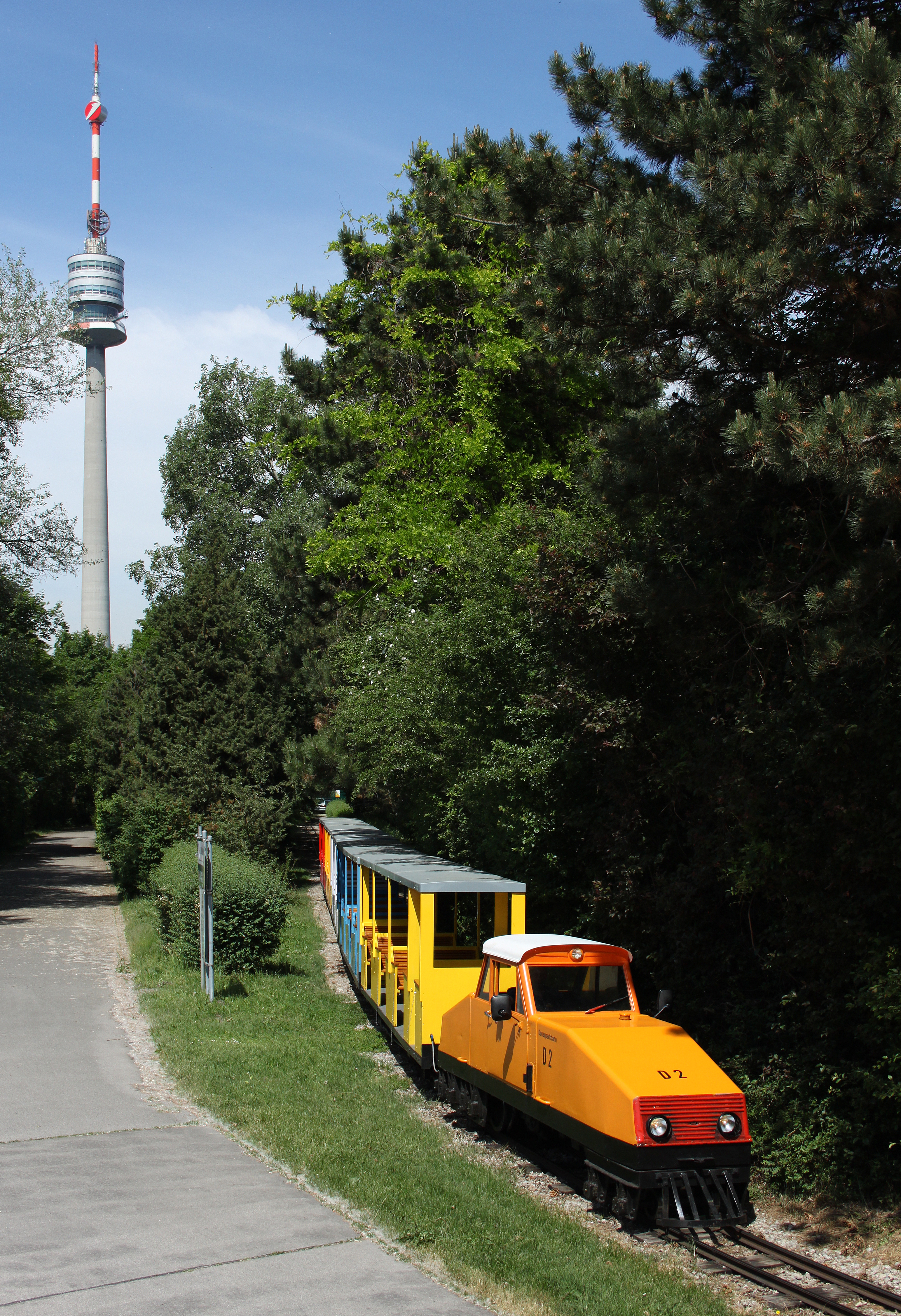
Zug der Donauparkbahn mit Donauturm im Hintergrund

Der Donaupark ist sehr gut mit öffentlichen Verkehrsmitteln, mit dem Fahrrad und mit dem Auto zu erreichen. Mit der Linie U1 über die Stationen Alte Donau oder Kaisermühlen/VIC oder mit den Autobuslinien 20B, 90A, 91A und 92A. Der Donaupark ist gut an das Wiener Radwegnetz angeschlossen. Über die Reichsbrücke und die Brigittenauer Brücke lässt sich der Park auch mit dem Auto erreichen. Direkt beim Donauturm gibt es einen kleinen Parkplatz, größere Parkplätze gibt es entlang der Arbeiterstrandbadstraße, den größten davon an der Kreuzung mit der Donauturmstraße.
Das Angebot der Freizeitgestaltung im Park ist vielfältig. Es gibt Spielplätze, Skaterparks und öffentliche Tennisplätze. Mit der Donauparkbahn, einer Parkeisenbahn mit 381 Millimeter Spurweite, kann man eine 3,3 Kilometer lange Rundfahrt durch den Park machen. Auf der Bühne Donaupark werden in den Sommermonaten Konzerte bei freiem Eintritt angeboten, veranstaltet vom Kulturverein Donaustadt.

## Sehenswürdigkeiten
- Donauturm
- Gedenktafel für die Opfer der NS-Militärjustiz 1938–1945
- Denkmäler für Salvador Allende, José Martí, José de San Martín, Simón Bolívar, Che Guevara, José Gervasio Artigas[5] und für den Komponisten Üzeyir Hacıbəyov
- Mehrere Skulpturen
- Gedenkstein für Paracelsus
- Papstkreuz
- Donauparkbahn
- Leherb-Mosaik
- Koreanisches Kulturhaus
- China-Restaurant Sichuan mit chinesischem Garten

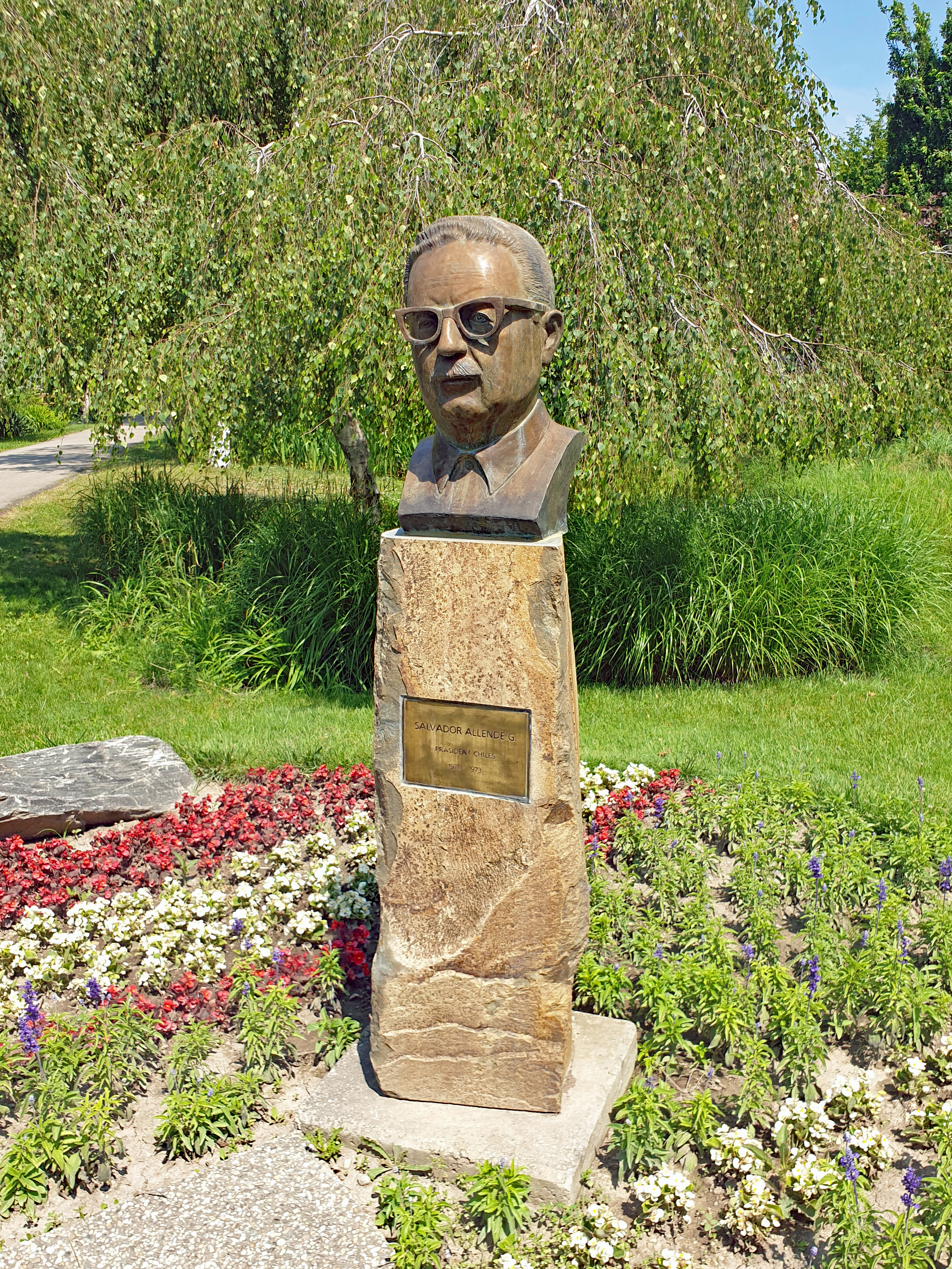
Salvador Allende
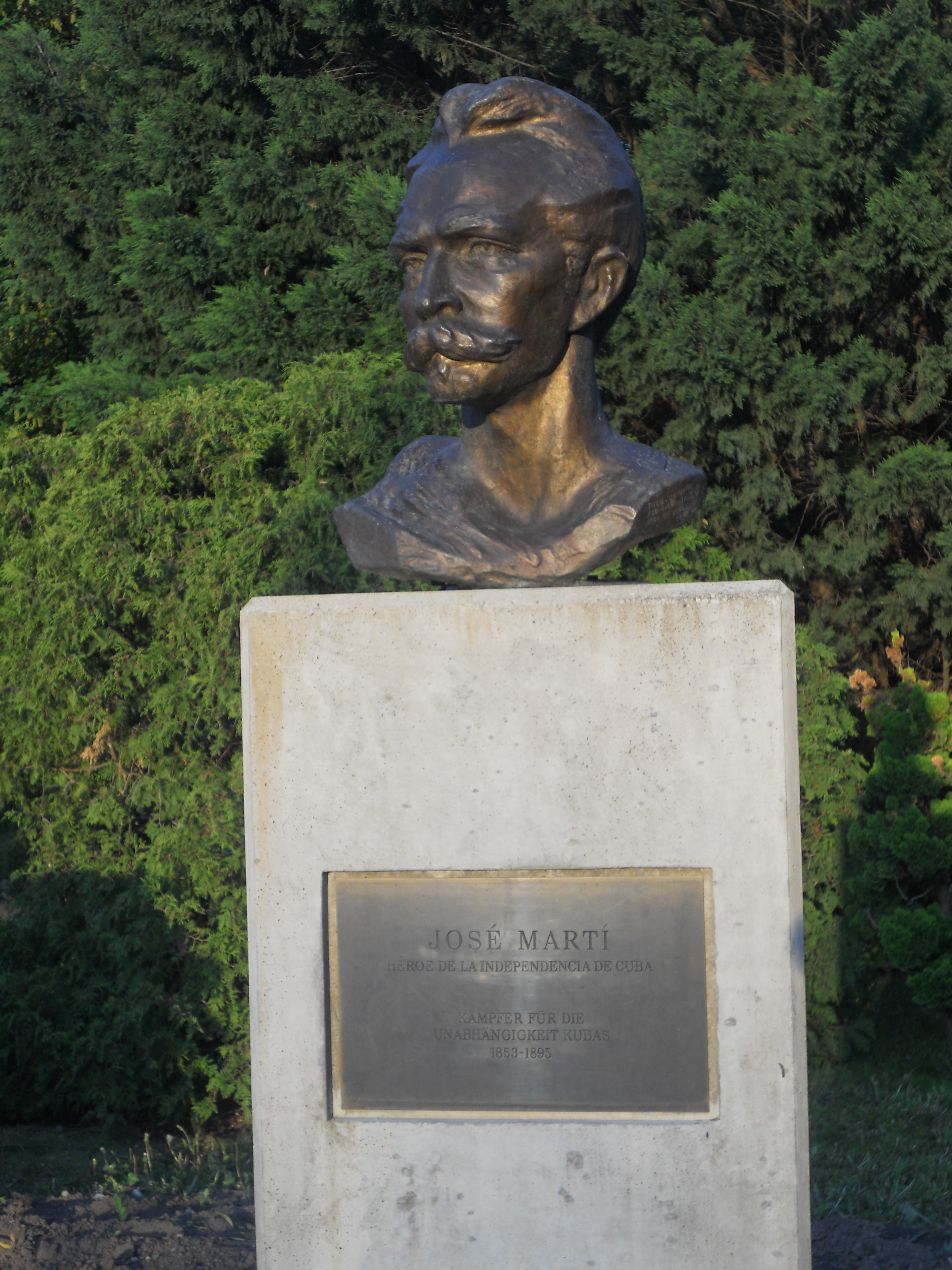
José Martí
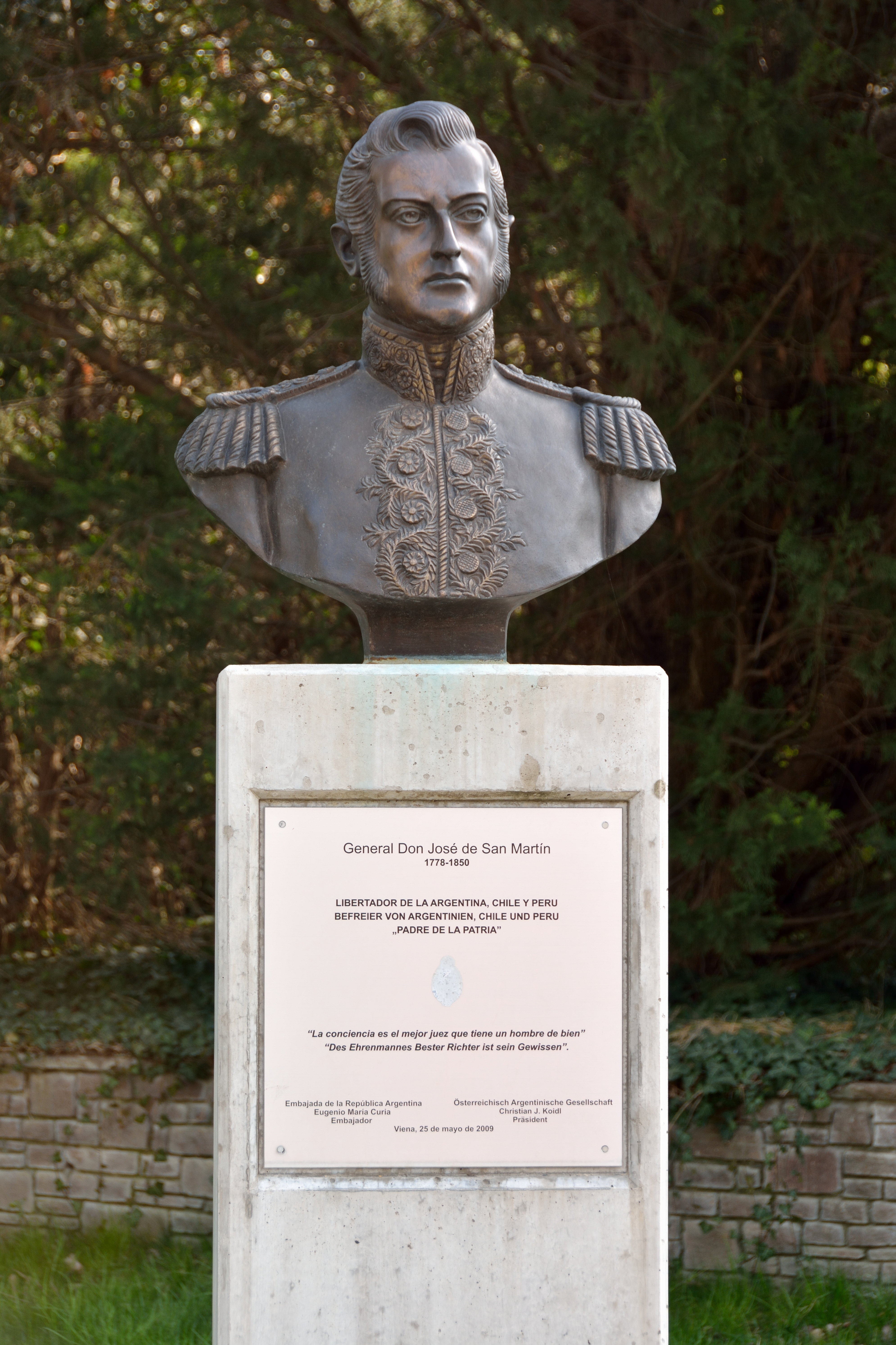
José de San Martín
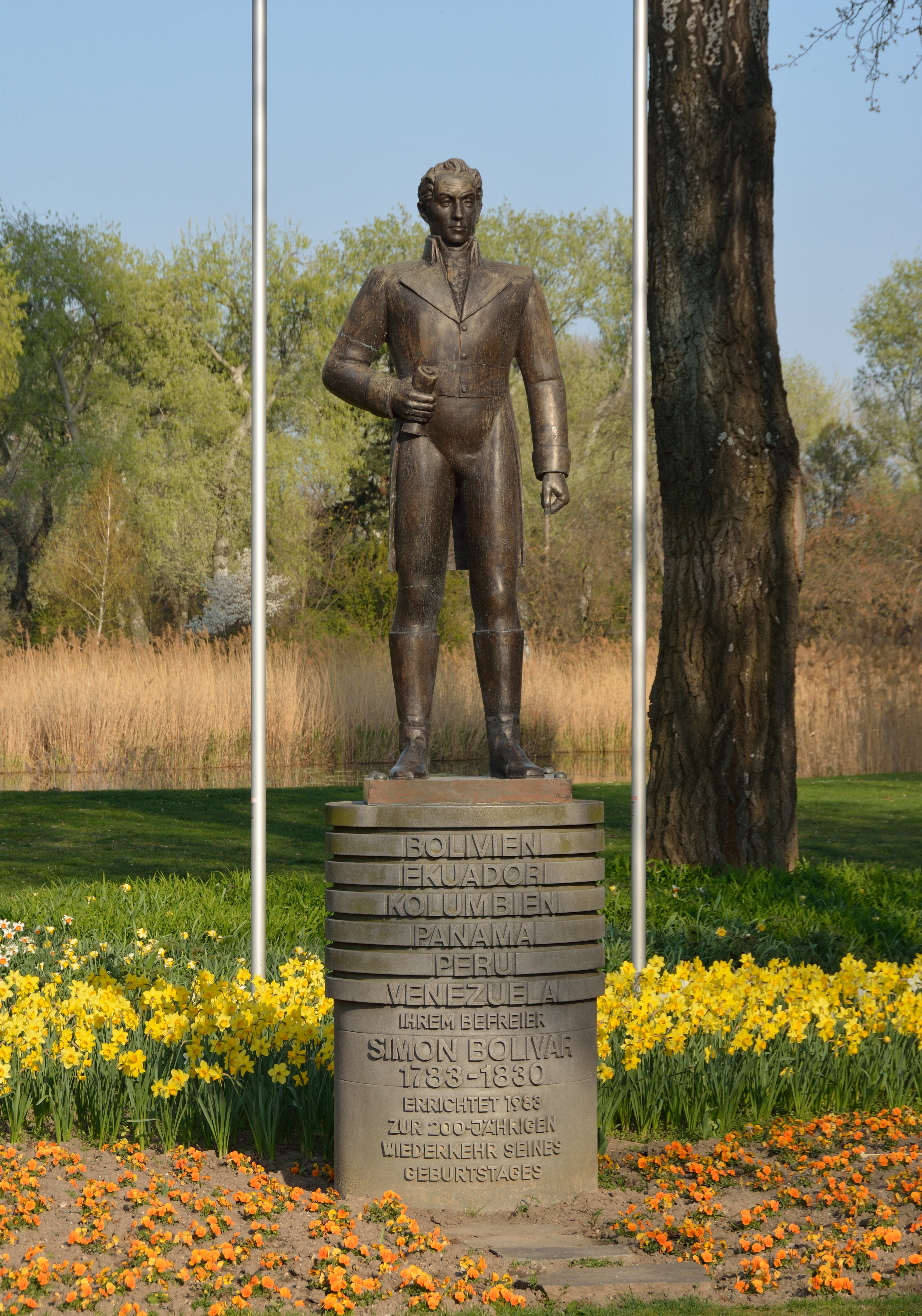
Simón Bolívar
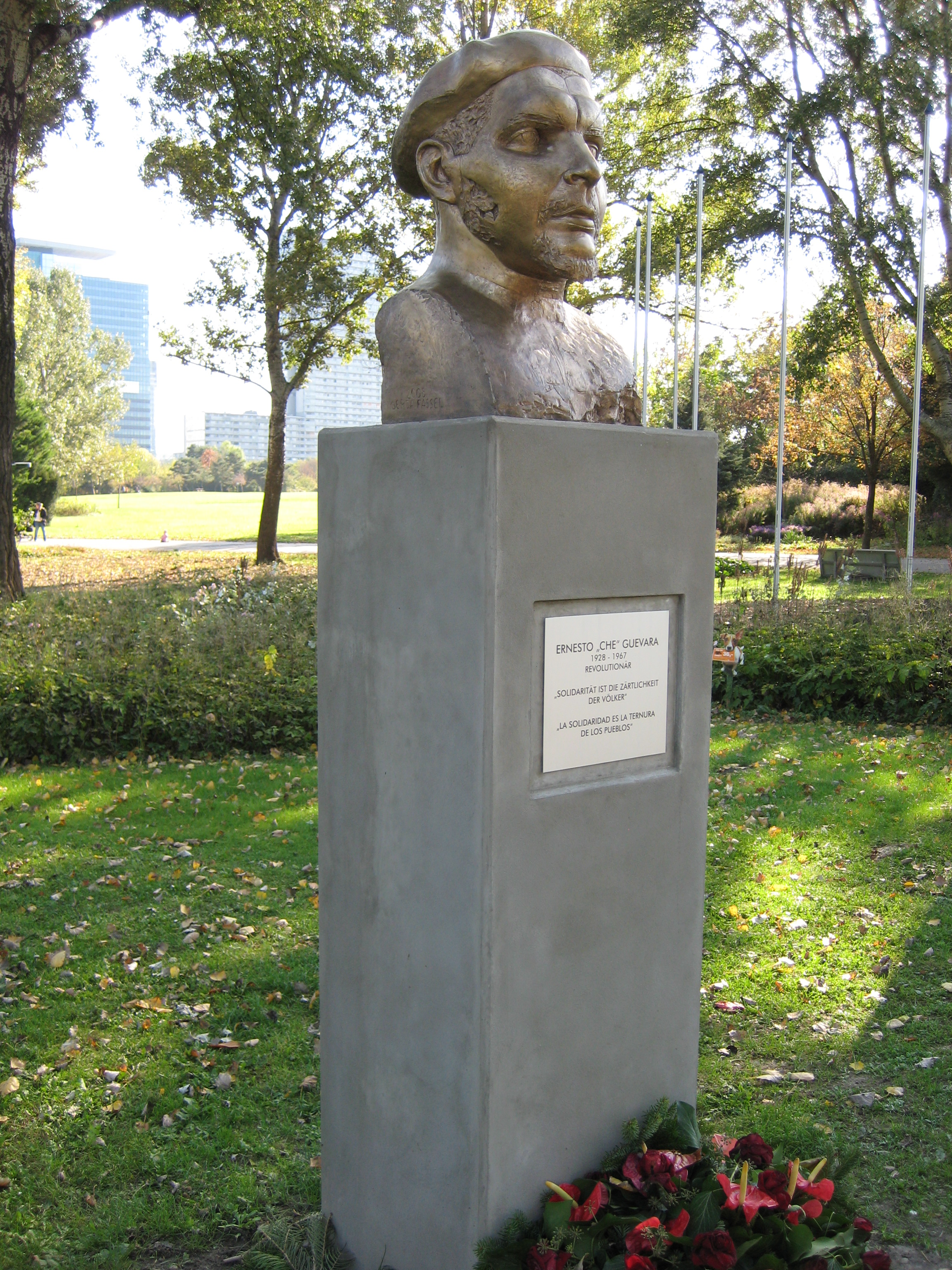
Che Guevara
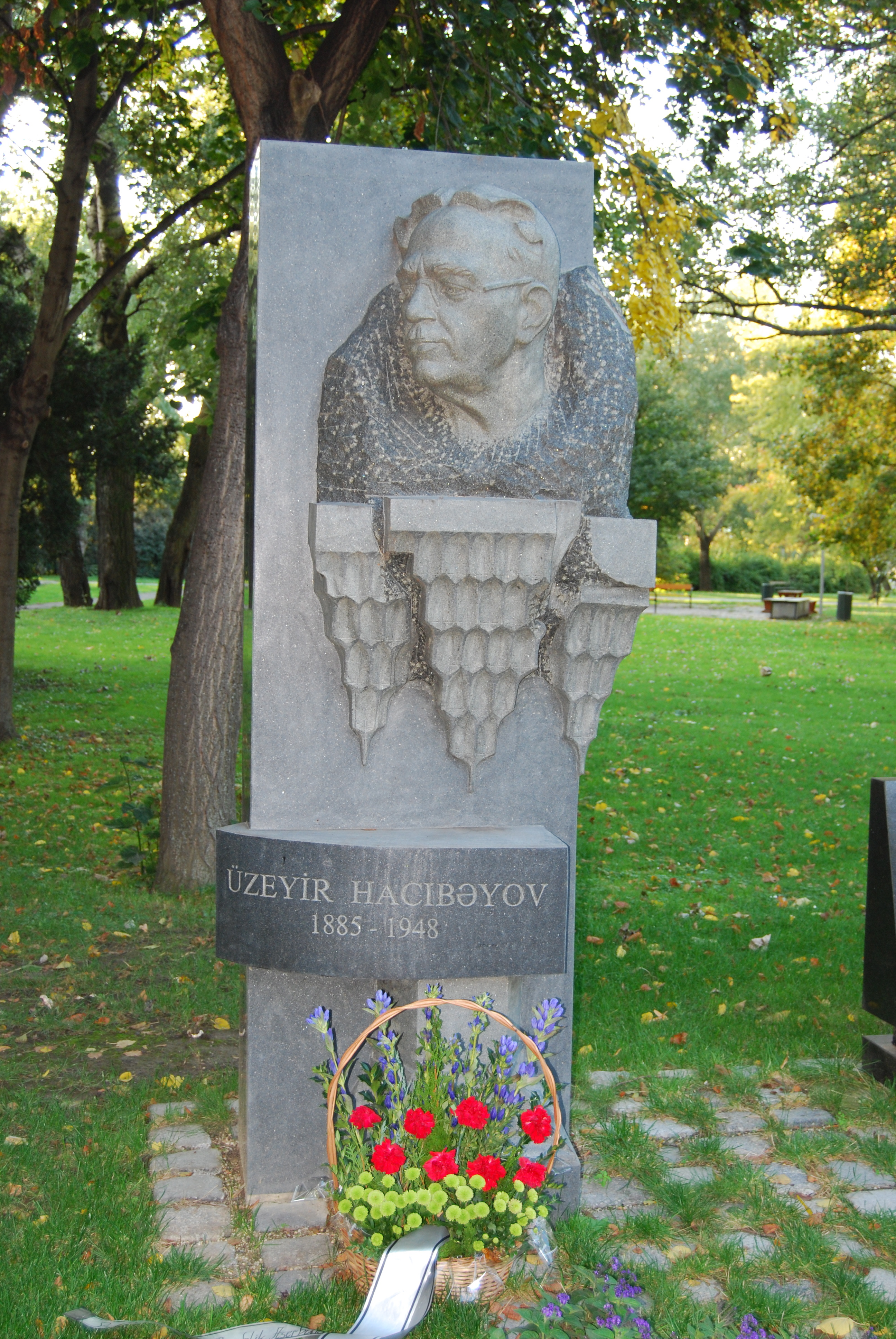
Üzeyir Hacıbəyov
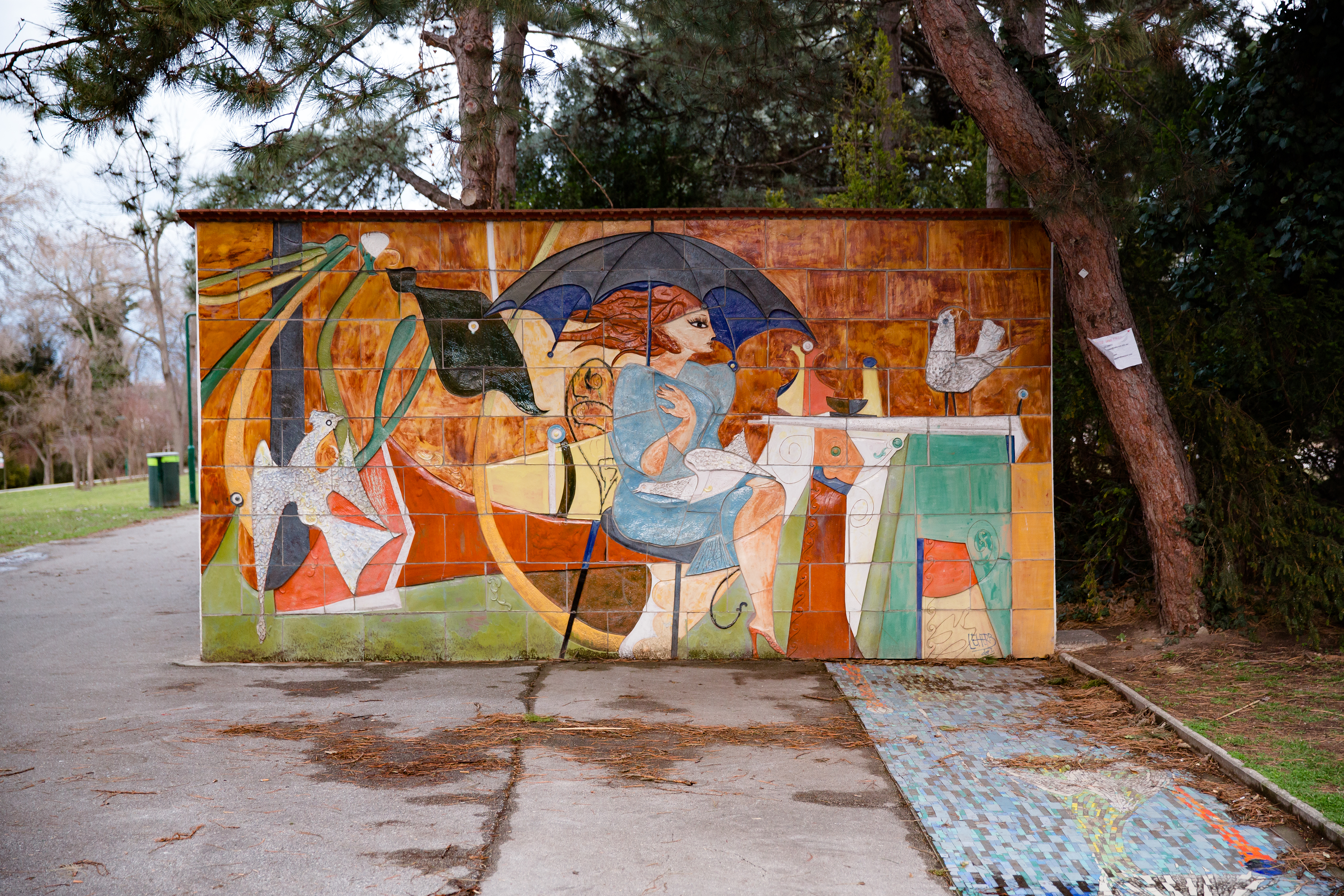
Mosaik „Im Café“ von Leherb
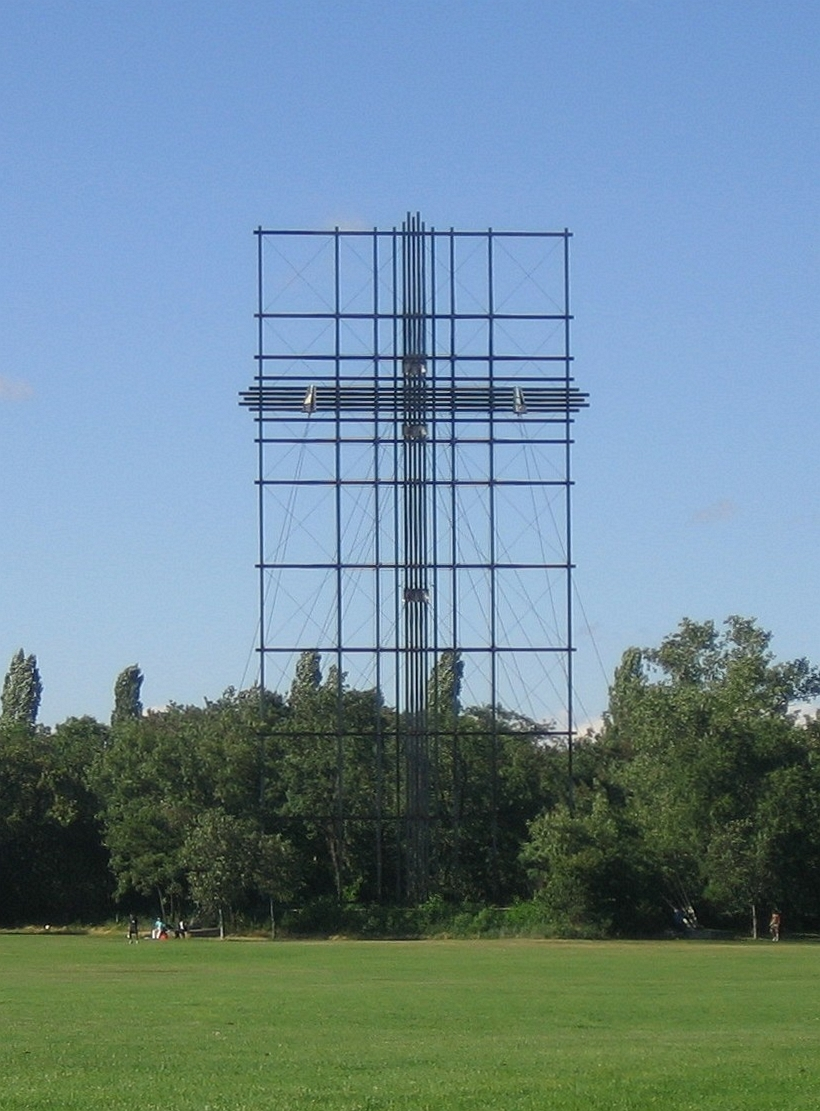
Das Papstkreuz
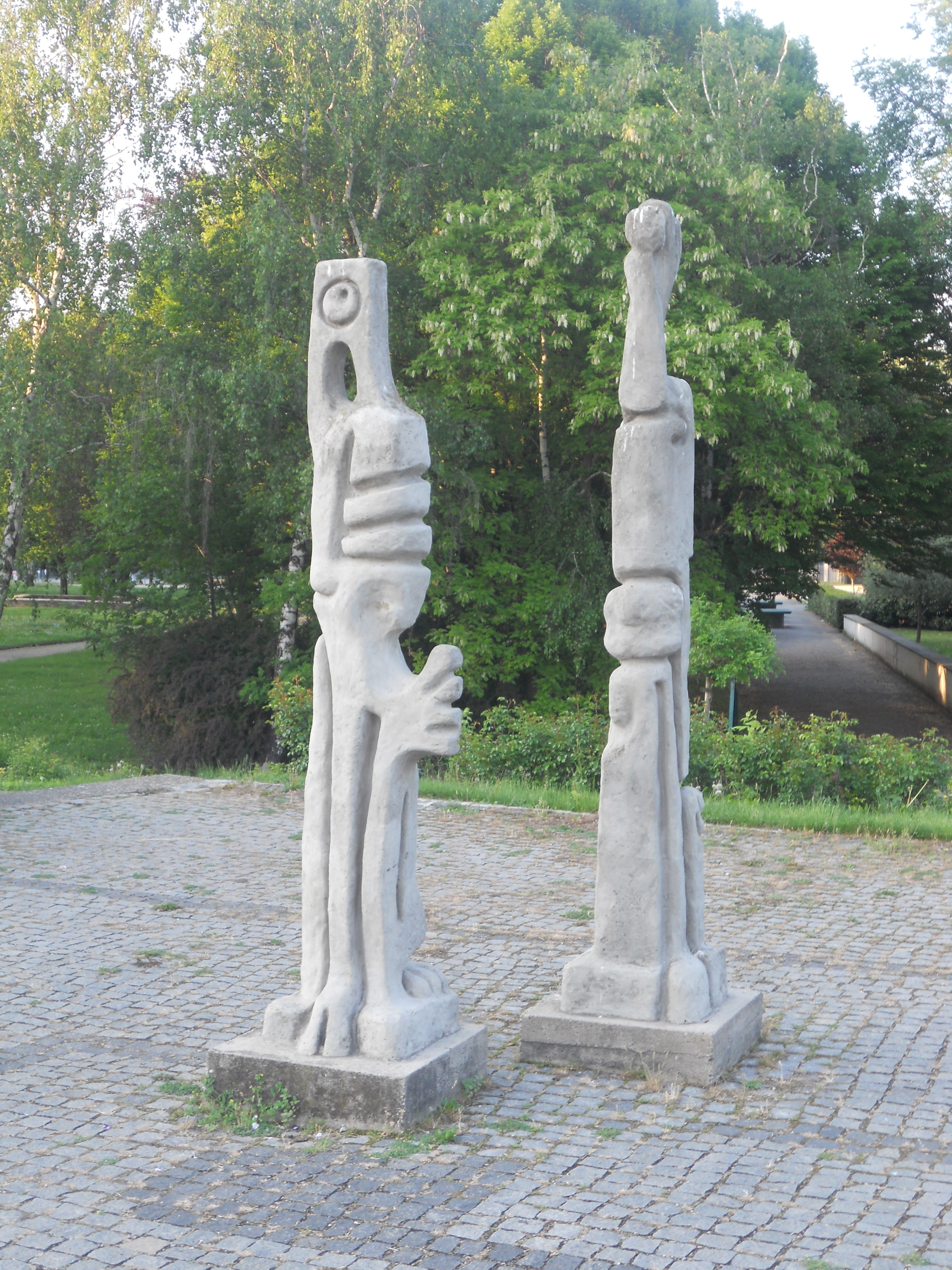
Skulptur „König und Königin“ von Kurt Goebel
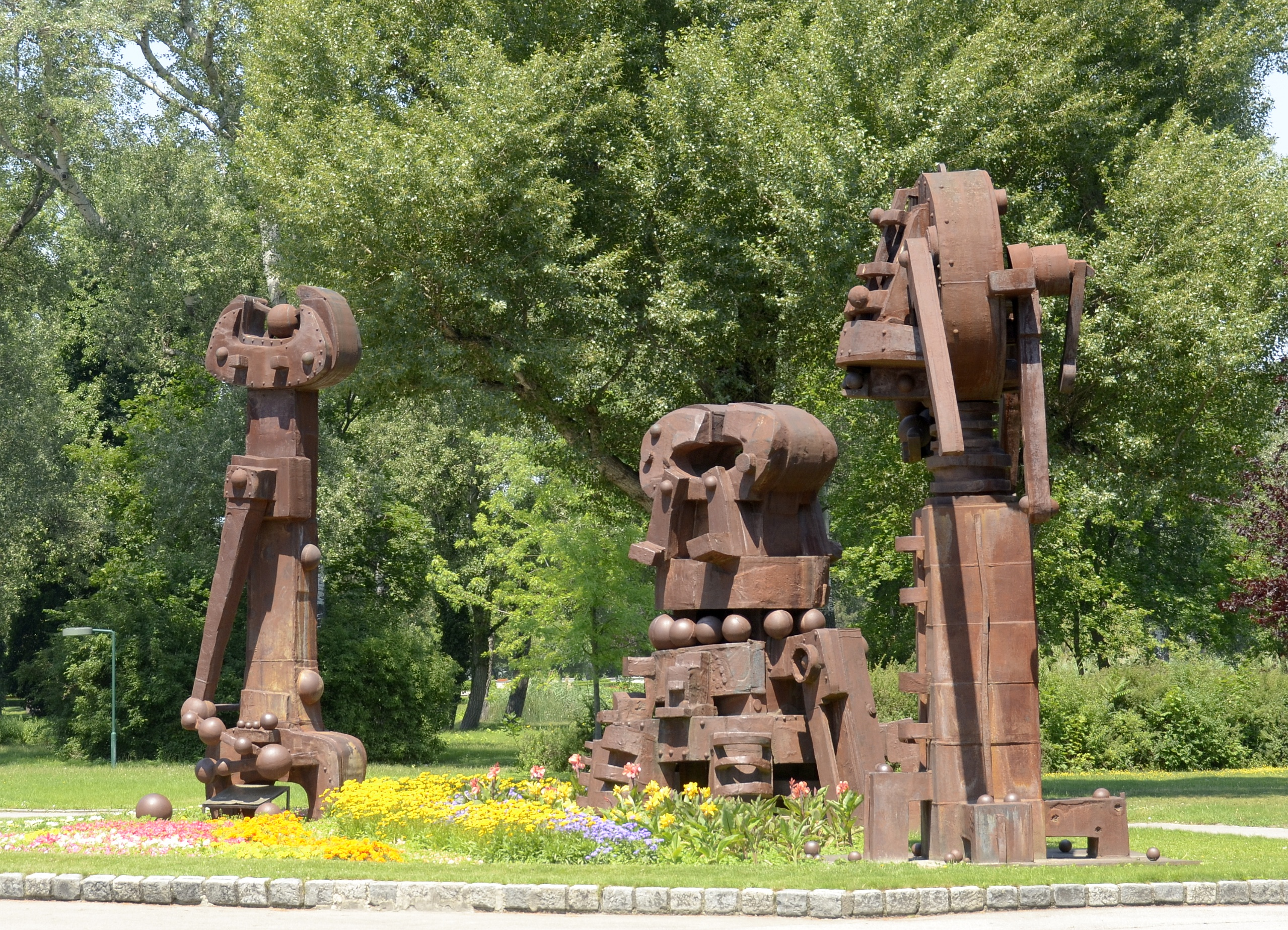
Skulpturengruppe „Das Goldene Kalb“ von Karl Anton Wolf
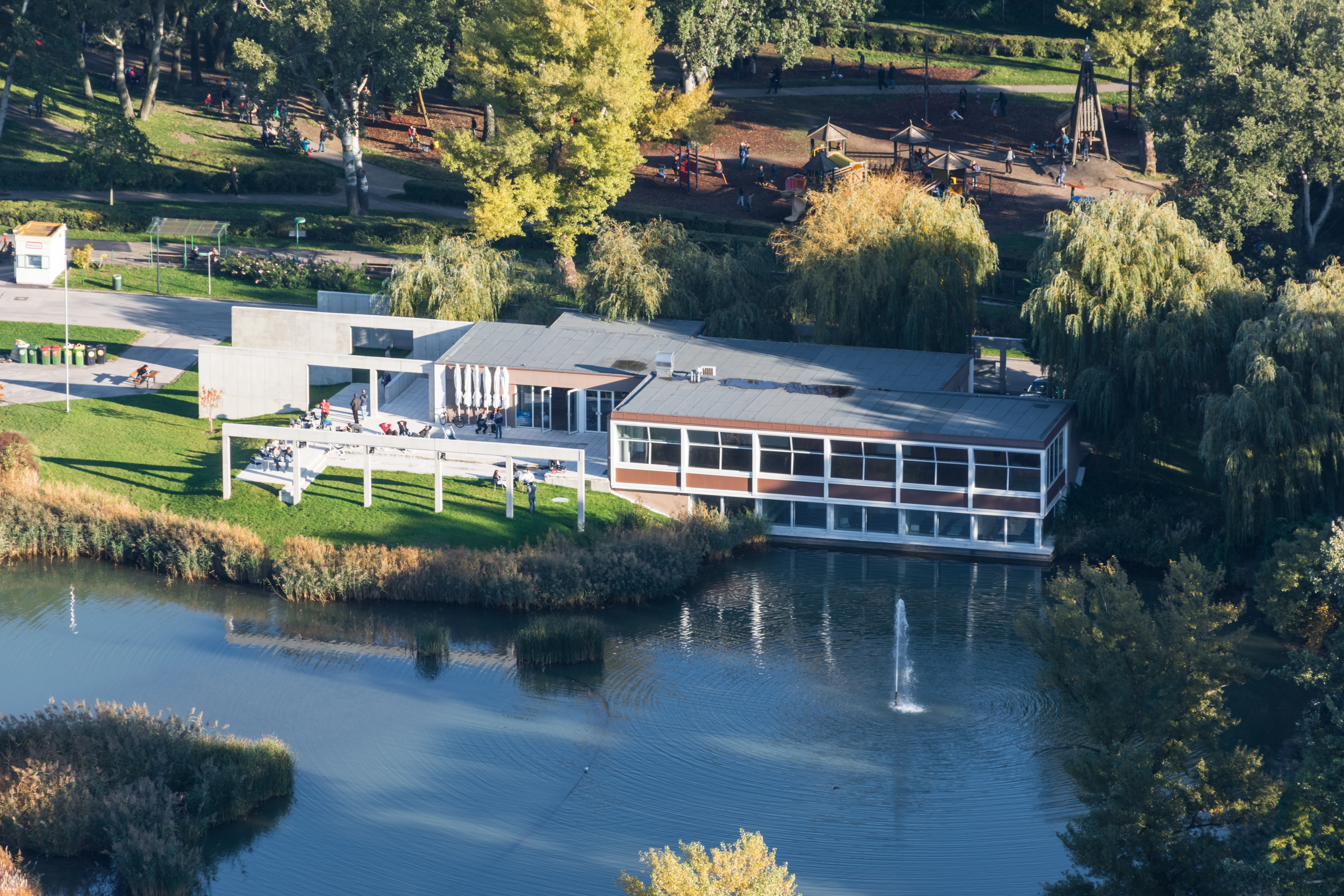
Koreanisches Kulturhaus am Irissee
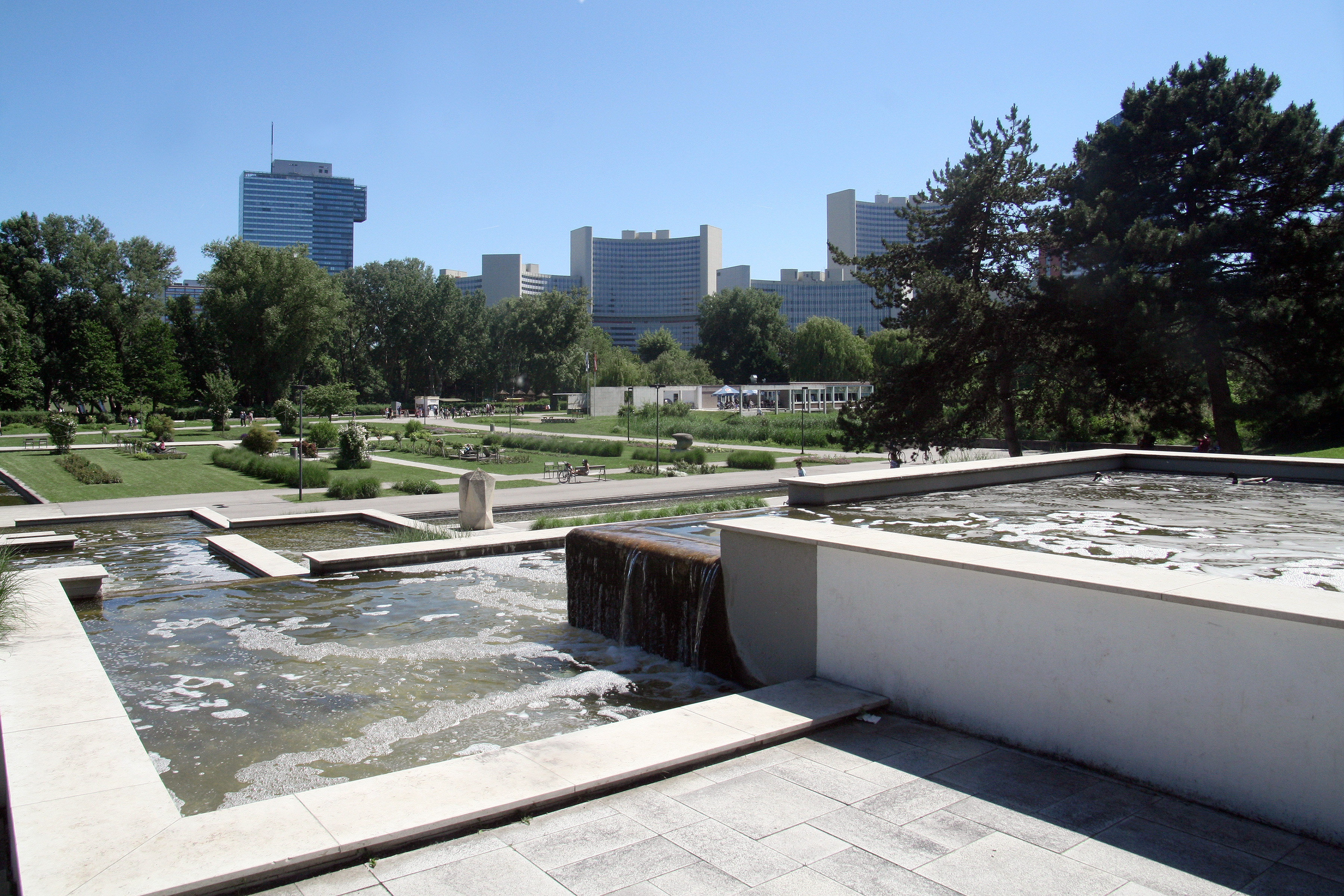
Kaskaden beim Rosarium
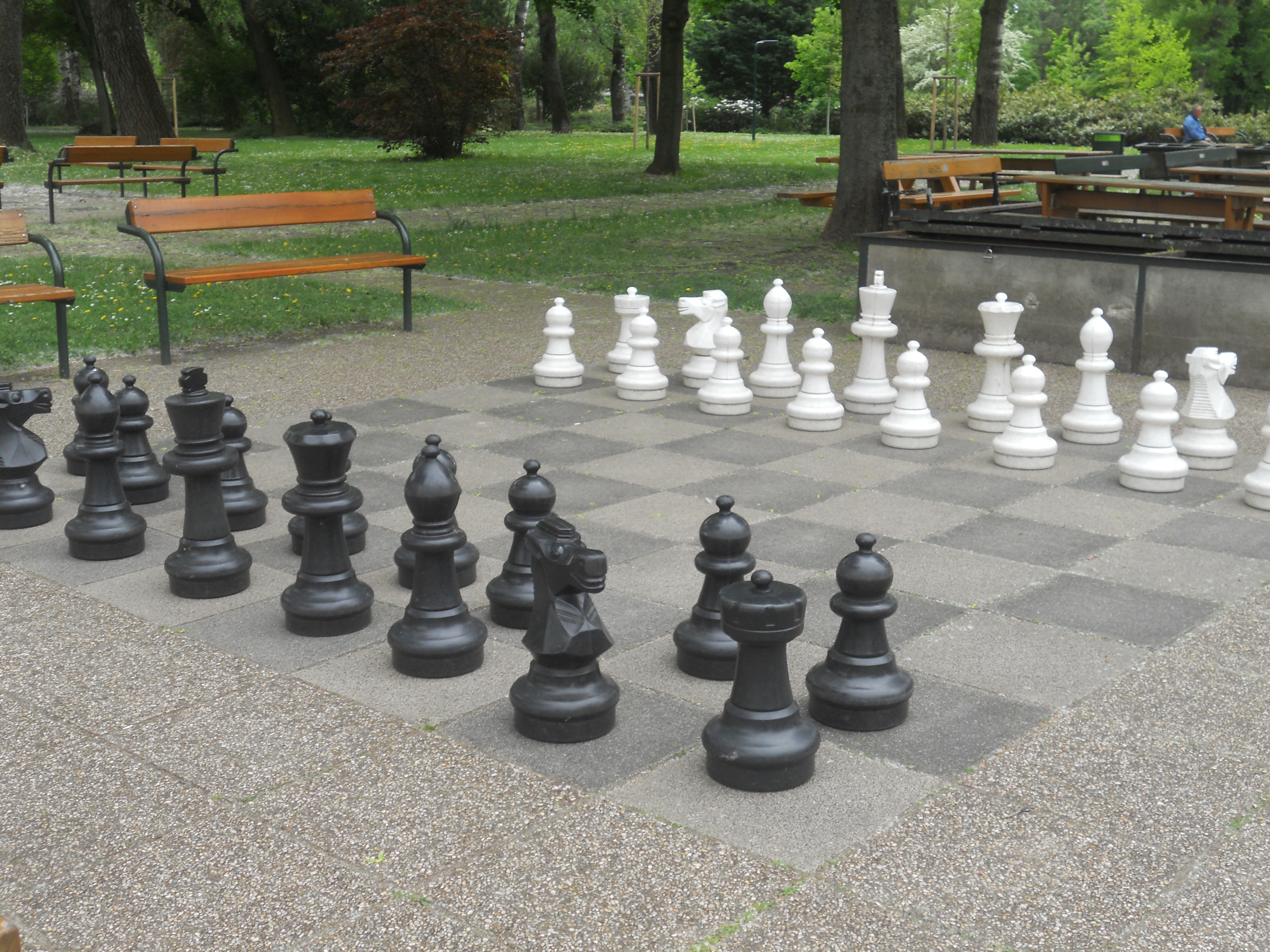
Bodenschachspiel von Susanne Peschke-Schmutzer
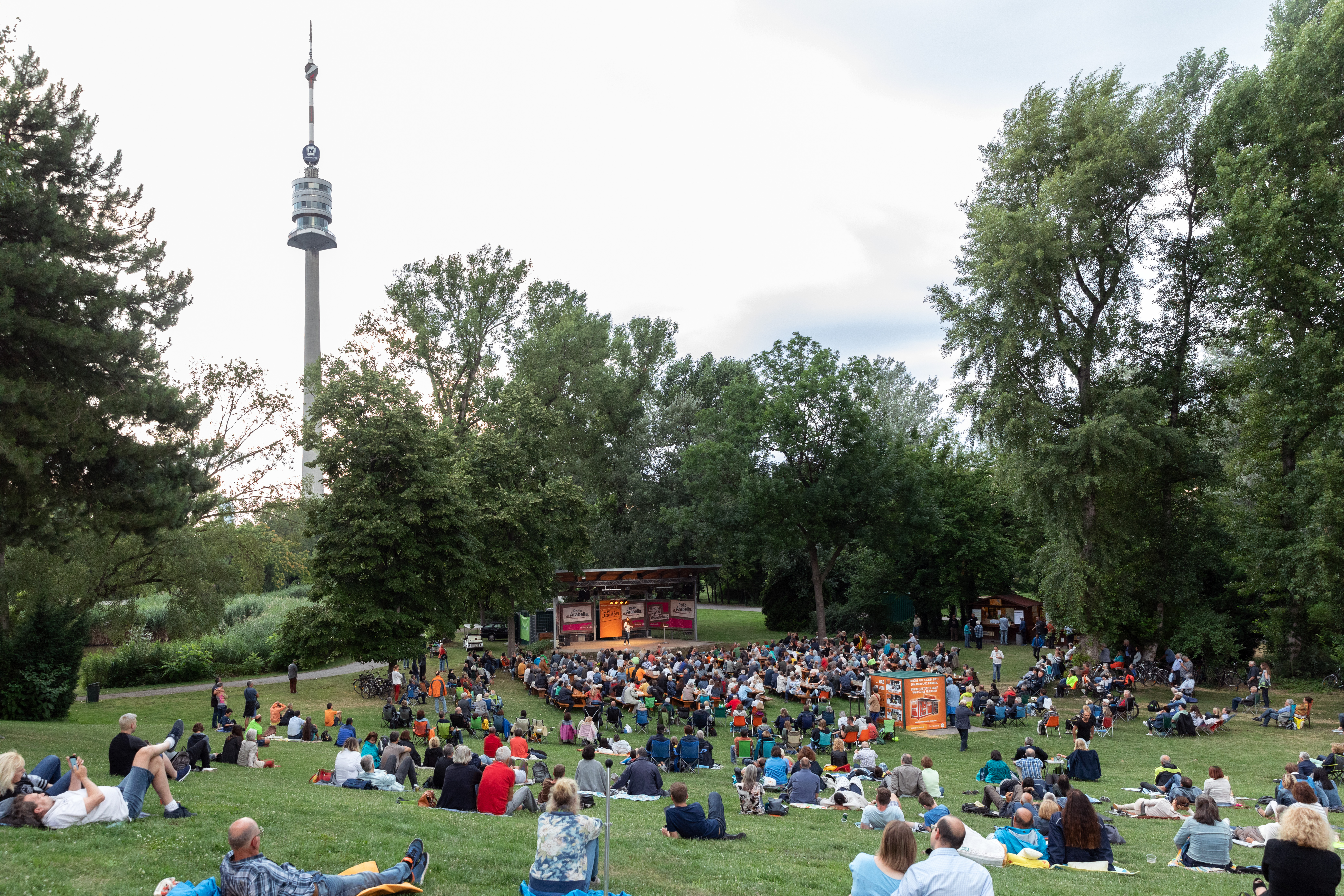
Bühne im Donaupark
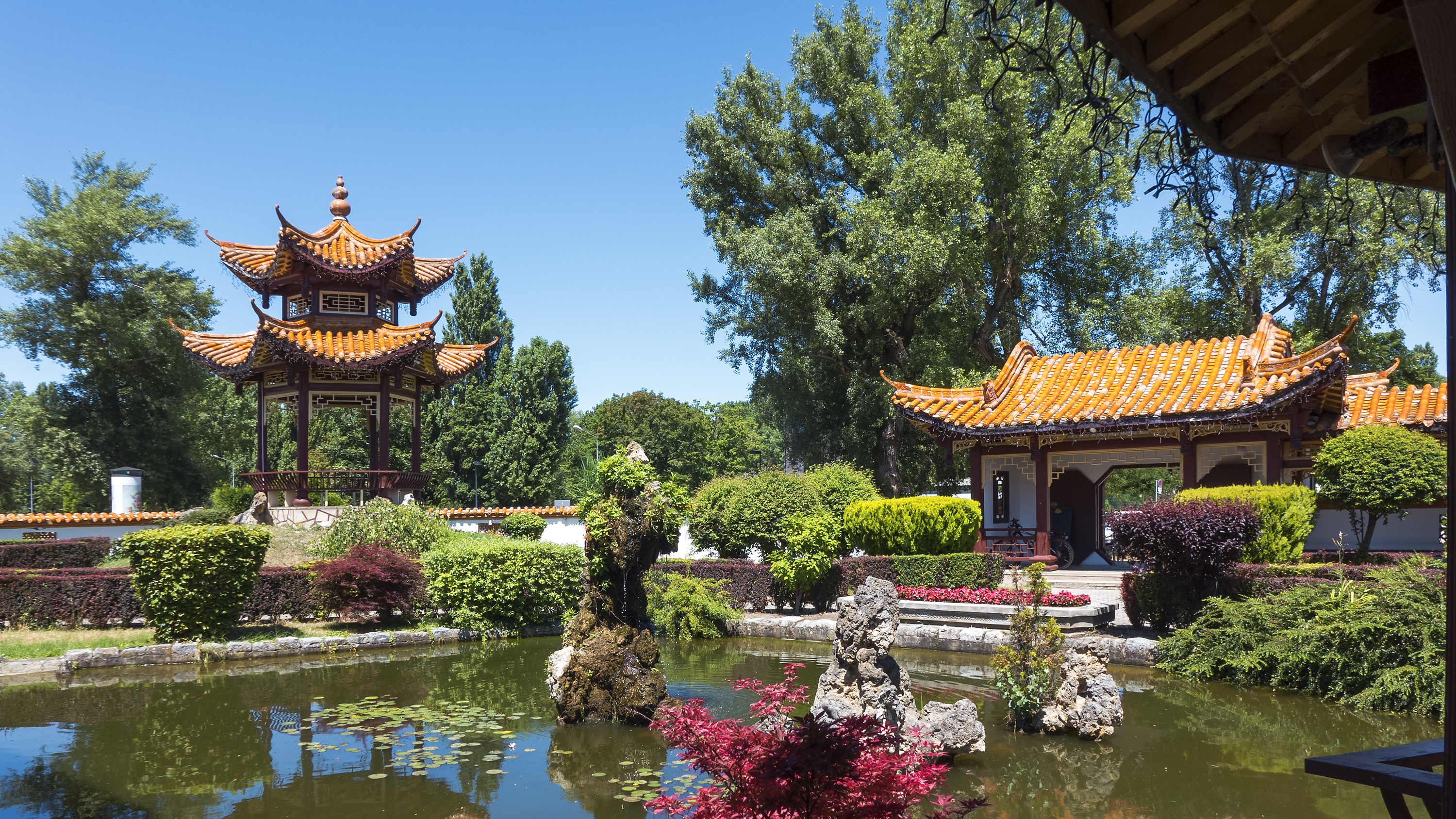
Garten des Restaurants Sichuan